# ギョクハン・ザン
ギョクハン・ザン（Gökhan Zan, 1981年9月7日 - ）は、トルコ・アンタキヤ出身のサッカー選手。元トルコ代表である。ポジションはDF。

## 経歴

### クラブ
TFFセカンドリーグ（3部）のハタイスポルからデビューし、2000年にダーダネルスポルに移籍した。2003年にスュペル・リグ（1部）のベシクタシュJKに移籍してからはトップリーグでのプレーに慣れるため、2004-05シーズンはガズィアンテプスポルにレンタル移籍した。ベシクタシュJKに復帰してからは守備の要として活躍し、キャプテンも務めた。
ベシクタシュJKから新契約を提示されなかったため、2009年6月22日、移籍金なしの2年契約でガラタサライSKに移籍した。

### 代表
2005年9月のドイツワールドカップ予選デンマーク戦・ウクライナ戦でトルコ代表に初招集された。UEFA EURO 2008予選突破のキーマンであり、ファティ・テリム監督率いるトルコ代表で予選7試合に出場した。本大会のグループリーグは初戦のポルトガル戦で負傷し、チェコ戦とスイス戦には出場できなかった。準々決勝のクロアチア戦、準決勝のドイツ戦にはフル出場した。

## 所属クラブ
- 1999-2000  ハタイスポル
- 2000-2003  ダーダネルスポル
- 2003-2009  ベシクタシュJK

2004-2005 → ガズィアンテプスポル (loan)
- 2009-2015  ガラタサライSK

## タイトル
ベシクタシュJK
- スュペル・リグ : 2008-09
- テュルキエ・クパス : 2005-06, 2006-07, 2008-09
- トルコスーパーカップ : 2006

ガラタサライSK
- スュペル・リグ : 2011-12, 2012-13
- テュルキエ・クパス : 2013-14
- スュペル・クパ : 2012, 2013

## 個人成績
2009年11月7日現在
※通算成績には欧州カップ戦の記録も含む
| 国内大会個人成績 | 国内大会個人成績     | 国内大会個人成績 | 国内大会個人成績 | 国内大会個人成績 | 国内大会個人成績 | 国内大会個人成績 | 国内大会個人成績 | 国内大会個人成績 | 国内大会個人成績 | 国内大会個人成績 | 国内大会個人成績 |
| 年度             | クラブ               | 背番号           | リーグ           | リーグ戦         | リーグ戦         | リーグ杯         | リーグ杯         | オープン杯       | オープン杯       | 期間通算         | 期間通算         |
| 年度             | クラブ               | 背番号           | リーグ           | 出場             | 得点             | 出場             | 得点             | 出場             | 得点             | 出場             | 得点             |
| トルコ           | トルコ               | トルコ           | トルコ           | リーグ戦         | リーグ戦         | トルコ杯         | トルコ杯         | オープン杯       | オープン杯       | 期間通算         | 期間通算         |
| ---------------- | -------------------- | ---------------- | ---------------- | ---------------- | ---------------- | ---------------- | ---------------- | ---------------- | ---------------- | ---------------- | ---------------- |
| 1999-00          | ハタイスポル         | -                | トルコ3部        | 12               | 2                | -                | -                | -                | -                | 12               | 2                |
| 2000-01          | ダーダネルスポル     | -                | トルコ3部        | 29               | 2                | -                | -                | 2                | 0                | 31               | 2                |
| 2001-02          | ダーダネルスポル     | -                | トルコ3部        | 25               | 3                | -                | -                | 2                | 0                | 27               | 3                |
| 2002-03          | ダーダネルスポル     | -                | トルコ3部        | 26               | 4                | -                | -                | 2                | 1                | 28               | 5                |
| 2003-04          | ベシクタシュ         | -                | スュペル・リグ   | 2                | 0                | -                | -                | 2                | 0                | 4                | 0                |
| 2004-05          | ガズィアンテプスポル | -                | シュペルリガ     | 29               | 1                | -                | -                | 3                | 1                | 32               | 2                |
| 2005-06          | ベシクタシュ         | -                | シュペルリガ     | 11               | 0                | -                | -                | 3                | 0                | 16               | 0                |
| 2006-07          | ベシクタシュ         | -                | シュペルリガ     | 24               | 3                | -                | -                | 6                | 0                | 32               | 3                |
| 2007-08          | ベシクタシュ         | 5                | シュペルリガ     | 20               | 0                | -                | -                | 1                | 0                | 23               | 0                |
| 2008-09          | ベシクタシュ         | 5                | シュペルリガ     | 19               | 1                | -                | -                | 7                | 0                | 26               | 1                |
| 2009-10          | ガラタサライ         | 5                | シュペルリガ     | 5                | 0                | -                | -                | 0                | 0                | 9                | 0                |
| 通算             | トルコ               | トルコ           | トルコリーグ     | 202              | 16               | -                | -                | 28               | 2                | 240              | 18               |